# INXS
INXS (від виразу «in excess») — один із найвідоміших австралійських гуртів після AC/DC в жанрі фанк, рок, постпанк.
INXS починали свою творчу діяльність як The Farriss Brothers, але згодом змінили її, аби презентувати свій перший альбом. Першим хітом стала пісня «Just Keep Walking». 
Наступний альбом Underneath the Colours став лідером чартів у Австралії.
У 1982 Shabooh Shoobah, унаслідок вдалого світового турне, нова платівка була представлена і американському слухачу. Пісня «The One Thing» представляла гурт у американському топі-тридцятнику. «Original Sin» із  The Swing  став інтернаціональним хітом. Ця пісня зайняла місця у топах Європи.
Критикам Європи та США дуже сподобався Listen Like Thieves. Пісня «What You Need» увійшла у першу п'ятірку Білборда. Пік своєї популярності гурт застав із виходом Kick. Інтернаціональними хітами стали «New Sensation», «Never Tear Us Apart», «Devil Inside» і т. д.
У 1989 році гурт співпрацював із Max Q.
В жовтні 1990 року гурт випустив альбом Х. «Suicide Blonde» та «Disappear» стали хітами. Після цього гурт вирушив в тур на підтримку альбому. Концерт, який гурт відіграв в Лондоні на стадіоні «Вемблі» (англ. Wembley) 13 липня 1991 року перед 74,000 фанами вийшов альбомом «Live Baby Live».
В цей час учасники гурту брали участь у сайд-проектах.
У 1992 році вийшов Welcome to Wherever You Are, у якому музиканти добряче поекспериментували, використавши звук ситар та оркестру (до 60 партій). Альбом отримав несхвальні відгуки, проте зайняв перші місця у топах Англії та Швеції, друге у Швейцарському топі. На жаль, у США свого слухача він так і не знайшов.
1993 року вийшов альбом Full Moon, Dirty Hearts. В 1994 році вийшла збірка найкращих пісень гурту під назвою The Greatest Hits. Після цього гурт взяв тривалу паузу, щоб приділити час сімейному життю.
1997 виходить Elegantly Wasted, який став популярним у Франції, Бельгії, Австралії, Канаді, Британії, Швеції та Швейцарії. Того ж року Хатченс покінчив життя самогубством. Ходять чутки, що смерть настала в результаті аутоеротичної асфіксії (спосіб самозадоволення, який часто закінчується пошкодженням мозку через кисневу недостатність).
Після кількох спроб з різними вокалістами, був проведений кастинг «Rock Star: INXS», що транслювався по телебаченню, в результаті якого було обрано нового вокаліста гурту — канадця Джей Ді Форчуна, з яким INXS випустили альбом Switch.
11 листопада 2012 під час виступу групи в австралійському місті Перт барабанник Джон Фаріс (Jon Fariss) оголосив, що це останній виступ колективу і що група припиняє існування.

## Учасники
Гаррі Гері Бірс — бас-гітара
Ендрю Фаріс — клавішні, гітара, гармошка
Джон Фаріс —ударні
Тім Фаріс — гітара
 Джей Ді Форчун — вокал
Кірк Пенгілі — гітара, саксофон

…а також, — нині мертвий, — Michael Hutchence (помер 22.11.1997)

## Дискографія
INXS (1980)
Underneath the Colours (1981)   
Shabooh Shoobah (1982)
The Swing (1984)  
Listen Like Thieves (1985) 
Kick (1987)
X (1990) 
Welcome to Wherever You Are (1992)
Full Moon, Dirty Hearts (1993) 
The Greatest Hits (1994) 
Elegantly Wasted (1997) 
Switch (2005) 
Original Sin (2010) 